# Lipschotel

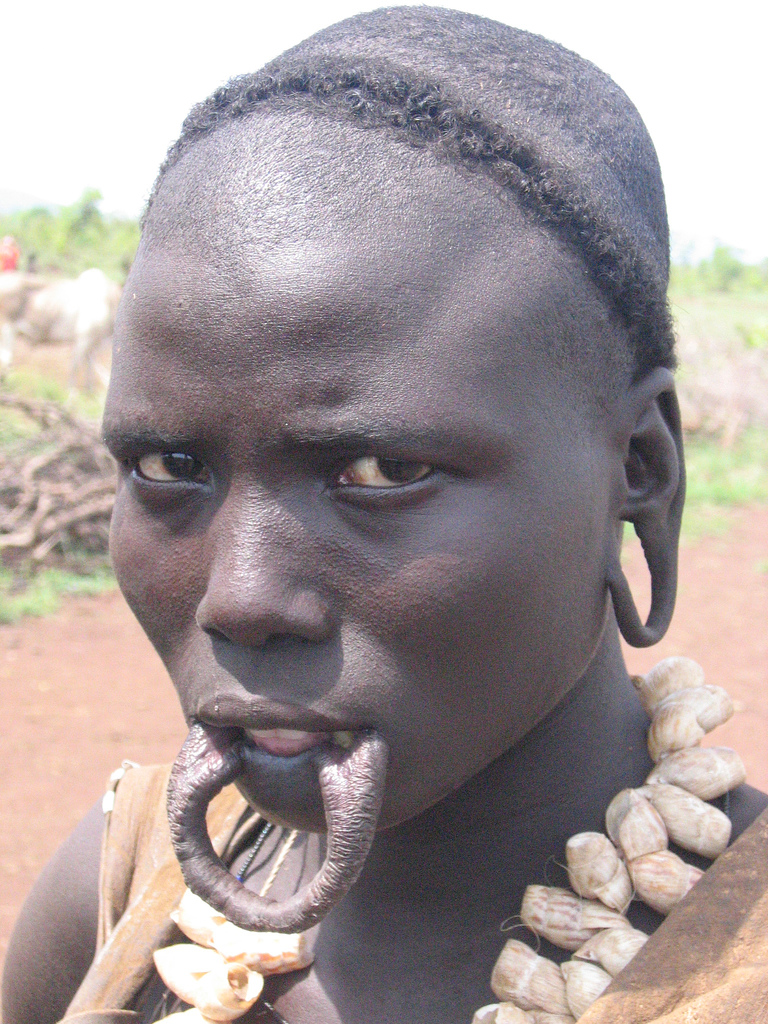
Een Ethiopische vrouw met een door een lipschotel uitgerekte lip

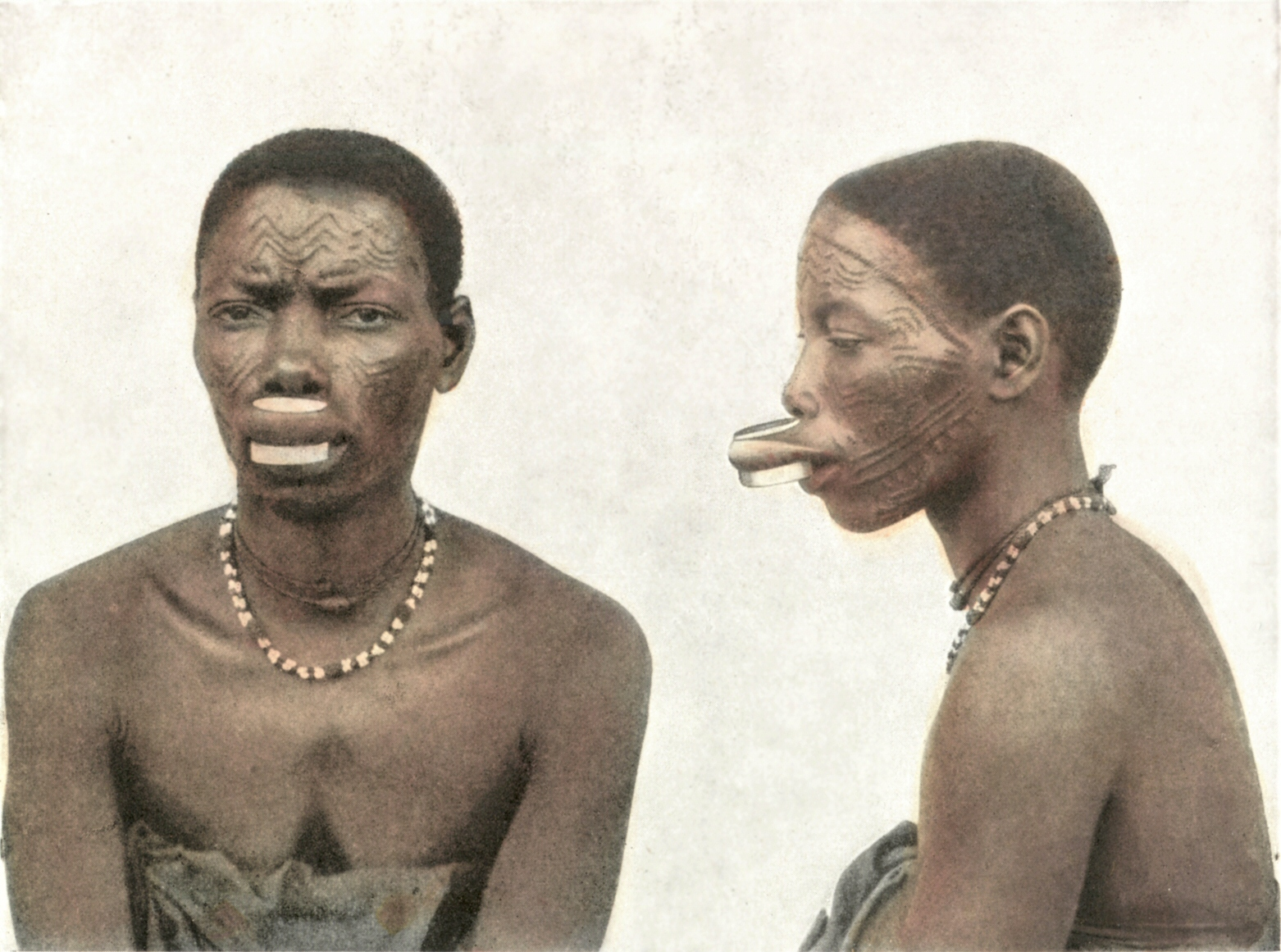

Een lipschotel is een ronde schijf van klei of hout die in sommige Afrikaanse en Amerikaanse culturen traditioneel in een gat in de boven- of onderlip wordt aangebracht om deze op te rekken. Doordat telkens een grotere schijf wordt geplaatst, wordt het gat langzaamaan steeds groter. Met zorgvuldig oprekken kan een lipschotel met soms wel een diameter van meer dan twintig centimeter worden aangebracht. Een en ander wordt als schoonheidsideaal gezien. In de westerse wereld duikt de lipschotel de laatste jaren zo nu en dan op in de alternatieve cultuur.
Op soortgelijke wijze worden in sommige Afrikaanse en Aziatische culturen, zoals door de Karen, ringen om de nek aangebracht om de schijn te wekken dat de nek uitgerekt is.
De term labret wordt gebruikt voor alle piercings in de onderlip, waaronder ringen en staafjes. Het gaatje van een labret kan opgerekt worden tot er pluggen en schotels in passen. Bij dragers van lipschotels wordt er in veel gevallen echter al een groter gat in de onderlip gesneden wat na helen verder kan worden opgerekt.
De lipschotels van de Botokuden worden botoque of tembetás genoemd.
Een vrouw uit Ethiopië heeft de grootste lipschotel ter wereld. Haar lipschotel heeft een omtrek van zo’n 60 centimeter.

## Afbeeldingen

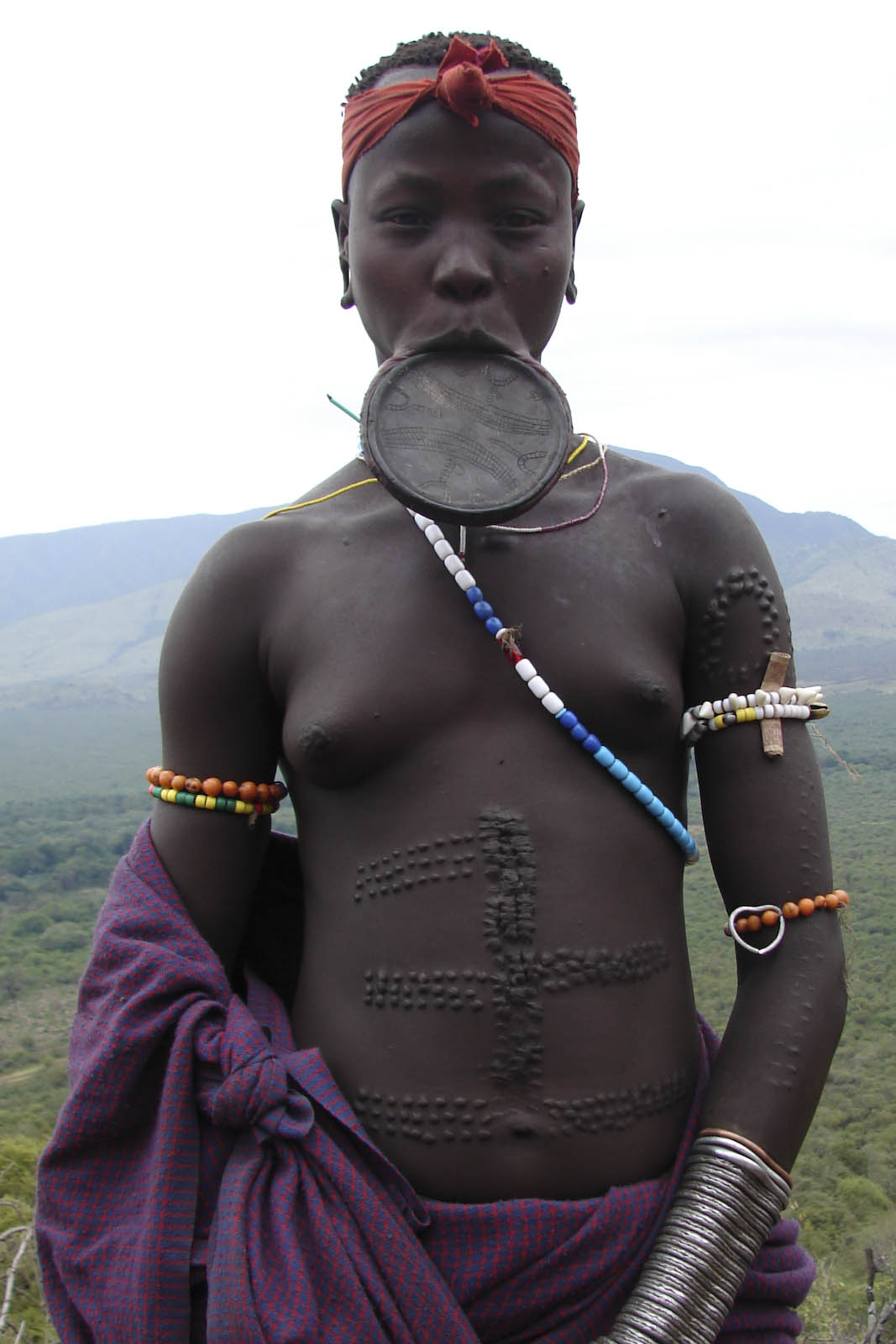
Ethiopische vrouw met lipschotel
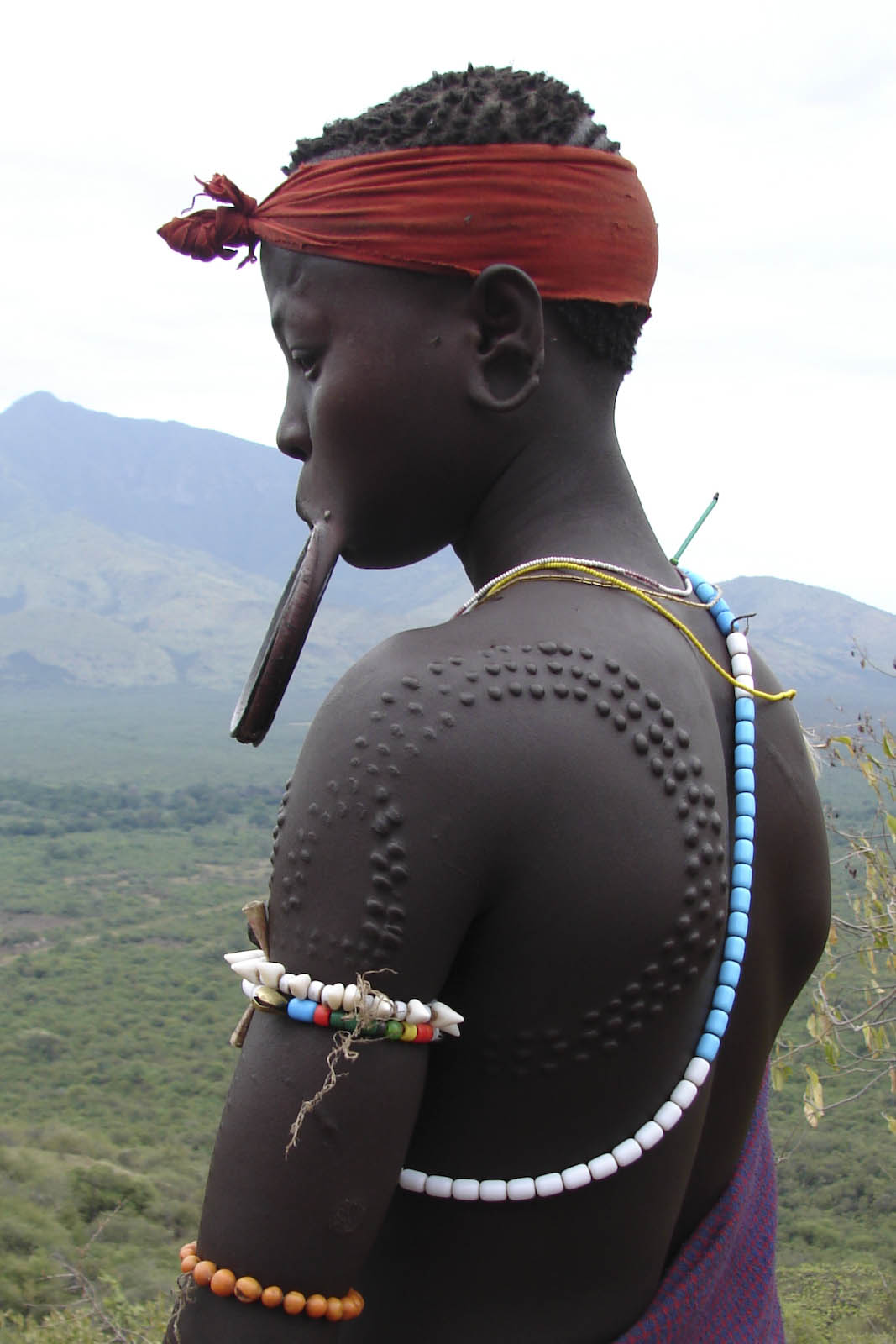
Ethiopische vrouw met lipschotel (zijaanzicht)
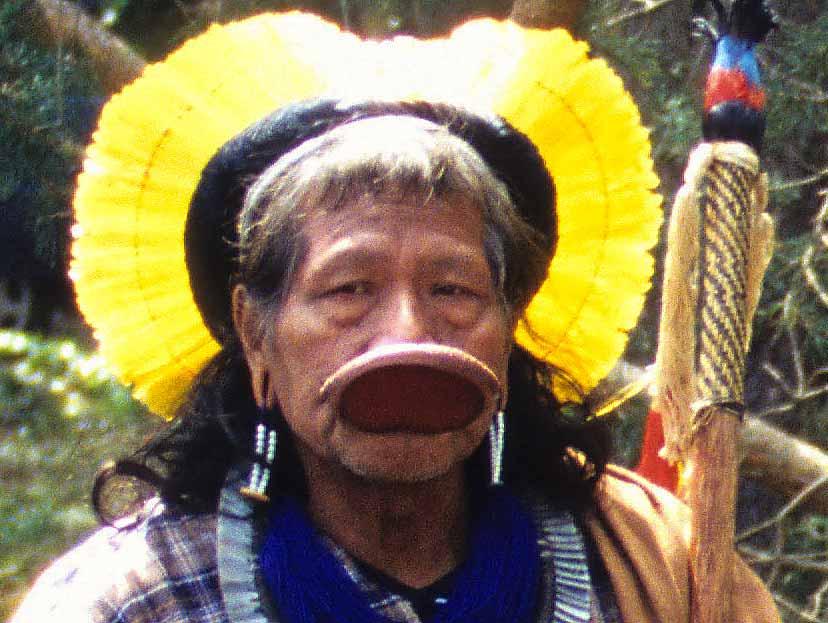
Stamhoofd Raoni Metuktire in Brazilië
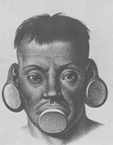
Botokude-man uit zuidoost Brazilië
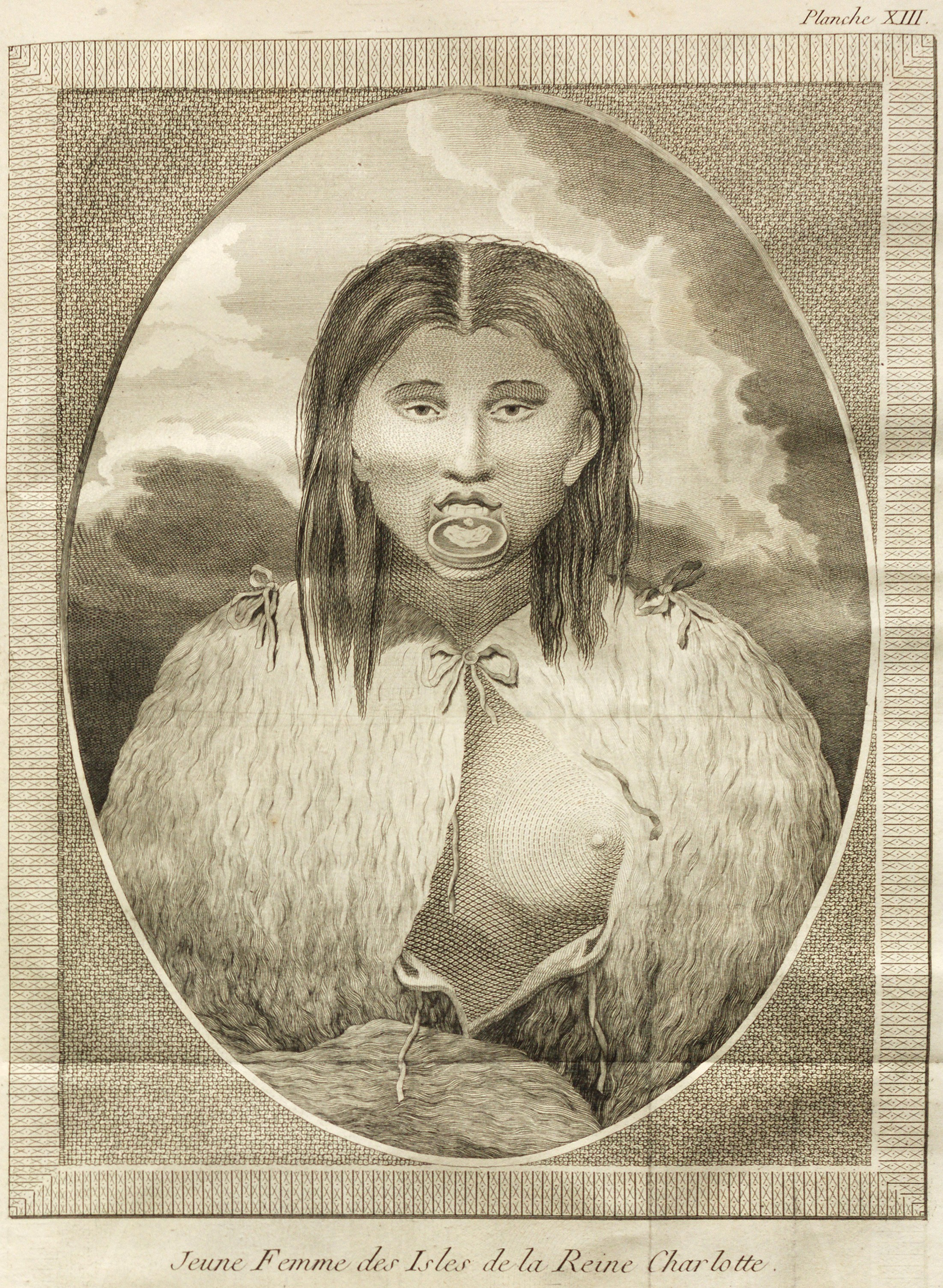
Jonge Haida-vrouw, geportretteerd in George Dixon (1789): Voyage autour du monde